# Rediff
Rediff es un portal de Internet que posee servicios de noticias, información, entretenimiento y compras, orientado específicamente a la India. Fue fundada en el año 1996 y sus oficinas centrales se encuentran en Bombay, con oficinas regionales en Nueva Delhi y Nueva York. Posee cerca de 250 empleados en sus distintas oficinas.
Según las estadísticas de Alexa, Rediff es el octavo portal hindú según la cantidad de visitas. Es el único sitio web con presencia en la India que se encuentra dentro de las 100 páginas más visitadas del mundo. El 87,8% de sus visitantes provienen de la India, mientras que el resto  mayoritariamente visita el sitio desde Estados Unidos y China. En abril de 2001, Rediff compró y comenzó a ofrecer India Abroad.

## Servicios
- Rediff Mail: Es un servicio de correo electrónico con 65 millones de usuarios registrados.[6] Ofrece un espacio ilimitado y puede ser consultado en diversas plataformas, ya sea por el sitio web como por Outlook o teléfonos móviles.
- Rediff Bol: mensajero instantáneo que posee soporte para la escritura en Hindi.[7]